# Dieta de Hay
La dieta de Hay és un mètode de nutrició que fou desenvolupat pel metge de Nova York William Howard Hay en la dècada de 1920. S'afirma que treballa per la separació dels aliments en tres grups: alcalins, àcids i neutrals (l'ús de Hay d'aquests termes no s'ajusta completament a l'ús científic, és a dir, el pH dels aliments). Els aliments àcids no es combinen amb els alcalins. Els aliments àcids són rics en proteïnes, com carn, peix, productes lactis, etc. Els aliments alcalins són rics en carbohidrats, com l'arròs, els cereals i les patates. També és coneguda com la dieta de combinació d'aliments o dieta dissociada.
Una teoria similar, anomenada nutripatia, va ser desenvolupada per Gary A. Martin en la dècada de 1970. Altres que han promulgat les dietes alcalinoàcides inclouen Edgar Cayce, DC Jarvis, i Robert O. Young.

## Naturalesa de la dieta
El Sistema de Hay promou la pràctica de menjar tres àpats al dia amb un que ha de ser només d'aliments alcalins, dos amb aliments rics en proteïnes junt amb amanides, verdures i fruites, i un dels tres àpats amb aliments rics en midó junt amb amanides, verdures i fruites dolces. Hi hauria d'haver un interval de 4,0-4,5 hores entre cada àpat.

## Criticisme
Ja en 1935, Stewart Baxter va mostrar que el pàncrees secreta enzims digestius a la vegada, independentment de si els aliments consumits són els carbohidrats o les proteïnes. La teoria que els carbohidrats i els aliments rics en proteïnes s'han de consumir per separat es considera "infundada", ja que no té en compte la fet que tots els aliments rics en carbohidrats contenen quantitats significatives de proteïnes. Menjar proteïnes per separat dels carbohidrats també tendeix a causar que el cos cremi lesa proteïnes com a font d'energia en lloc de construir el múscul.
La dieta de combinació d'aliments ha estat objecte d'una avaluació d'experts en una prova controlada aleatòria, que no van trobar beneficis de la dieta en termes de pèrdua de pes.